# Піднята цілина (роман)
«Піднята цілина» (рос. «Поднятая целина») — роман Михайла Шолохова. Перший том роману опублікований в 1932 році, другий — в 1959-му. Твір присвячений радянській колективізації на Дону і руху «25-тисячників», має виразне агітаційно-пропагандистське спрямування. У 1960 році робота була удостоєна Ленінської премії.

## Історія створення
Робота над романом була розпочата ще до завершення роботи над романом «Тихий Дон». Перша книга вийшла в 1932 році у журналі «Новый мир» і була сприйнята як самостійний, завершений твір. Другу частину автор завершив незадовго до початку німецько-радянської війни, але у 1942 році її рукопис був втрачений під час бомбардування. На початку 1950-х Шолохов повернувся до роботи над другою частиною, і в 1959 році вона вийшла у світ.

## Сюжет
Події роману розгортаються в 1930 році, у розпал колективізації, на Дону. На хутір Грем'ячий Лог за завданням партії приїжджає комуніст, двадцятип'ятитисячник, колишній моряк і робітник Путиловського заводу, Семен Давидов. Він знайомиться з керівником місцевого партійного осередку Макаром Нагульновим і головою сільради Андрієм Разметновим. Разом вони організують колгосп, долаючи недовіру «середняків», борючись зі шкідництвом і безгосподарністю.

## Персонажі
Семен Давидов (рос. Семён Давыдов) — головний герой, колишній моряк і колишній робітник Путиловського заводу. Представник руху двадцятип'ятитисячників. Зображується як «правильний» комуніст і стереотипний герой громадянської війни. Радикально настроєний проти «контри», є ініціатором розкуркулення заможних селян у Грем'ячому Логу. Водночас з цим дещо нерішучий і вельми тактовний.
Макар Нагульнов — секретар Грем'ячівського партосередку, описується одним з персонажів як людина з характером «з самих лише кутів, і всі вони гострі». Один із знакових персонажів твору. Ветеран Громадянської війни. Має вкрай ліворадикальні погляди. Фанатично відданий комуністичній ідеології та ідеї Світової революції, з метою сприяння якій в другій частині навіть починає вчити англійську мову.
Андрій Разметнов (рос. Андрей Размётнов) — голова сільради Грем'ячого Логу, поміркований і спокійний чоловік. У молодості втратив дружину і часто переживає з цього приводу. Після загибелі Нагульнова стає секретарем Грем'ячівського партосередку.
Дід Щукар — знаковий персонаж твору, чиє ім'я стало прозивним.Вперше з'являється в творі в розділі 2, але не вказано що це він.
Олександр Онисимович Половцев  — головний антагоніст твору, осавул Білої армії, бувший сотник Островного. Бере участь у масштабному контрреволюційній змові проти Радянської влади. Намагається створити повстанську армію з козаків Грем'ячого Логу. Не розлучається зі своєю шаблею. Вбиває Давидова і Нагульнова в кінці другої книги, й утікає в Узбекистан. У кінці визнає свою поразку, видає спільників. Його засуджують до розстрілу. На думку Н. Ф. Теплицина, прообразом Половцева послужив осавул Олександр Сенін.
Островнов Яків Лукич — хороший господар, з'ява в розділі 1 кн.1
Ушаков Демко
Любишкін Павло — червоний партизан 
Лосєв Аркадій — голова СОЗу 
Менок Аркадій
Пояркова Марина
Бородін Тит Костянтинович
Майданников Кіндрат Христофорович
Гладилін — церковний староста (ктитор)

## Критика
Роман зазнав жорсткої критики з боку прибічників сталінських методів управління та їхніх опонентів. Федір Гладков, давній опонент Шолохова, критикував роман за ідеалізацію козацтва та недостатньо позитивні образи комуністів; Віктор Астаф'єв вважав роман неправдивим та зазначав, що заслані до Сибіру колишні «куркулі» були про роман не кращої думки.

## Екранізації
- Піднята цілина (фільм, 1939)
- Піднята цілина (фільм, 1960)